# Ciro Formisano
Ciro Formisano (Napoli, 21 luglio 1888 – Napoli, 24 agosto 1963) è stato un cantante e attore italiano.

## Biografia
Grande appassionato di opera lirica, studiò canto con il tenore Fernando De Lucia e fece il suo debutto in palcoscenico all'inizio degli anni venti.
Nel 1924 lanciò la canzone Varca napulitana del maestro Pasquale Frustaci, che diventerà un classico della canzone napoletana e che lo fece diventare famoso per esserne stato il primo interprete. Dopo questo successo decise di lasciare la lirica per dedicarsi alla canzone.
A partire dal 1926 passò a tempo pieno al varietà, nel quale ottenne uno straordinario successo con un repertorio di classici napoletani.
Si ritirò dalle scene all'inizio degli anni cinquanta.

## Filmografia

### Cinema
- Voto di marinaio, regia di Ernesto De Rosa (1953)